# Mila Miletic
Mila Miletic (5 de agosto se 1991) es una modelo serbia. 
Fue descubierta por Jelena Ivanovic de Model Scouting Office y empezó su carrera en 2012 después de firmar un contrato con Women Management. 
Apareció en la revista Elle Serbia (junio de 2012) y Blackbook (febrero de 2013).
Figuró en:
- Grazia (Francia)
- Grazia (Serbia)
- W
- Vs.
- Sleek
- Interview (Rusia)
- 10 Magazine (Reino Unido)